# Arina Avram
Pour les articles homonymes, voir Avram.
 (octobre 2014).
Arina Avram, née à Târgu Jiu en 1961, est une écrivaine et journaliste roumaine.

## Biographie
Arina Avram est née à Târgu Jiu, d'un père ingénieur appartenant à la classe moyenne roumaine. Elle fréquente le collège Fraţii Buzeşti de Craiova.
Arina Avram est admise à l'École polytechnique en 1980. Elle y effectue ses études d'ingénieur, et en obtient le diplôme en 1985, et puis obtient son diplôme en journalisme de l'Université de Bucarest en 1997. Depuis 2006, elle travaille au journal Adevărul et depuis 2009 écrit pour le journal ayant la plus grande diffusion de Roumanie, Click! (en).
Elle a travaillé aussi pour les journaux : Evenimentul Zilei(1992-1996), Cotidianul (1996-1998), National (2000-2006) et pour Radio Cultural. Elle a fait ses débuts dans la presse sous la direction du critique littéraire George Pruteanu.

## Œuvre littéraire

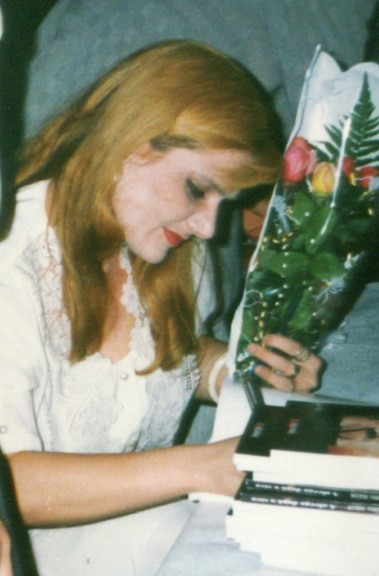
Arina Avram en train de signer des autographes pour le roman A alerga după o stea, 1996.

- A alerga după o stea roman, Editura Cardinal, 1996
- Ochii timpului Recueil de poèmes, Editura Cardinal, 1997
- Poveste de nea Livre pour enfants, Editura Ion Creangă, 1999
- Povestiri şocante, povestiri adevărate - Nouvelles, Editura Cronicar, Bucarest, 2003,  (ISBN 973-86633-5-0)
- Arta de a reuși în viață: să învățăm înțelepciunea din proverbe, Encyclopédie Editura Eforie, Bukarest, 2002 ; 2e Édition : Editura Tritonic, Bucarest, 2004,  (ISBN 973-8051-64-9)[2]
- Marile orașe ale lumii Encyclopédie, Editura Tritonic, Bucarest, 2004,  (ISBN 973-8497-93-0)
- Femei celebre. Mică enciclopedie. O sută de femei pentru eternitate[3] Encyclopédie, Editura Allfa, Bucarest, 2001, 3e édition 2007,  (ISBN 973-8457-66-1)
- Femei celebre din România - Mică enciclopedie vol. II. Encyclopédie, Editura Allfa, Bucarest, 2005,  (ISBN 973-7240-40-5)
- Ispita. Roman, Editura Paralela 45, Pitești, 2006,  (ISBN 973-697-634-3)
- Mari minuni, mari mistere[4] Encyclopédie, Editura Allfa, Bucarest, 2009,  (ISBN 978-973-724-249-5)
- Enciclopedia înţelepciunii[5] Encyclopédie, Editura All Educational, Bucarest, 2011,  (ISBN 978-973-684-745-5)
- Coincidenţa ca număr de aur Roman, Editura Allfa, Bucarest, 2014,  (ISBN 978-973-724-821-3)[6],[7]
- Dincolo de timp, dincolo de cuprins. Roman, Editura Hasefer, București, 2020,  (ISBN 978-973-630-458-3)[8],[9]
- Why I'm Yours, even though I'm Not Yours, 2022  (ISBN 979-8433373860)
- Más allá del tiempo, más allá del contenido,2022, ASIN B0B6D7PQYK
- A fost oare sau n-a fost. Roman 2024, Editura ePublisher București,  (ISBN 978-606-049-629-8)
- Fue o no fue, Tregolam Literatura Editorial, Madrid, 2025,  (ISBN 978-84-19277-62-6)

## Traductions
- Profesorul, traduction du roman The Professor de Charlotte Brontë d’anglais en roumain, Editura Allfa Bucarest 2009, # (ISBN 978-973-724-175-7) Profesorul

## Critiques
- L'écrivain Horia Gârbea (ro) écrit, sous le titre « Un monde urbain dans un livre », une revue sur le livre Marile Oraşe Ale Lumii : « Signe de la civilisation contemporaine et de la continuité de l'histoire, la ville est l’union du spécifique national et de la tradition avec le futur. Ce sens peut être détaché par le lecteur du livre signé par Arina Avram et publié par Tritonic. Dans les volumes sont présentés, par ordre alphabétique, plus de 150 villes du monde, de tous les continents. Chaque ville comprend un MiniGuide de deux à trois pages. La présentation n'est pas conventionnelle, mais plutôt sentimentale, mais les données précises (nombre d'habitants, monnaie, langue, etc.) ne manquent pas. L’œuvre combine une quantité considérable d'information à l'exposition expressive des points d’attraction de chaque lieu »

## Prix et distinctions
- Prix du meilleur roman de 2024, décerné par la Ligue des écrivains à "A fost oare sau n-a fost" (Était-ce ou n’était-ce pas)[10].